# Lagtingsvalget 1943
Lagtingsvalget på Færøerne 1943 blev afholdt 24. august 1943.
Antallet af repræsentanter i Lagtinget blev øget fra 24 til 25.

## Resultater
Fólkaflokkurin fordoblede antallet af mandater og blev dermed det største parti i lagtinget.
Sjálvstýrisflokkurin kunne ikke omsætte tilslutningen i nogen kredse til mandater, trods 10,4 % af stemmerne totalt, og blev dermed stående uden repræsentanter i Lagtinget for første gang.
| Parti                | Tilslutning | Mandater i Lagtinget | Ændring fra 1940 (mandater) | Ændring fra 1940 (%) |
| -------------------- | ----------- | -------------------- | --------------------------- | -------------------- |
| Fólkaflokkurin       | 41,5 %      | 12                   | +6                          | 16,8                 |
| Sambandsflokkurin    | 28,3 %      | 8                    | —                           | -4,0                 |
| Javnaðarflokkurin    | 19,9 %      | 5                    | -1                          | -4,0                 |
| Sjálvstýrisflokkurin | 10,4 %      | 0                    | -4                          | -5,8                 |

## Eksterne Henvisningr
- Hagstova Føroya — Íbúgvaviðurskifti og val (Færøsk statistik)